# Пьовене-Роккетте
Пьовене-Роккетте (итал. Piovene Rocchette) — коммуна в Италии, располагается в провинции Виченца области Венеция.
Население составляет 7724 человека, плотность населения составляет 644 чел./км². Занимает площадь 12 км². Почтовый индекс — 36013. Телефонный код — 0445.
Покровителем населённого пункта считается святой первомученик Стефан. Праздник ежегодно празднуется 26 декабря.